# Canal 24 Horas
Canal 24 Horas är en spanskspråkig TV-kanal ägd av RTVE (RadioTelevisión Española). Den sänder nyheter oavbrutet och riktar sig till Spanien och världen. Sändningarna började 14.00 den 15 september 1997, via televisionsplattformen för satellitsändningar Vía Digital, och var den första nyhetskanalen i Spanien med kontinuerliga sändningar.
Programmen sänds i nyhetsblock om en halvtimme och innehåller nationella och internationella nyheter, samhälle, kultur, ekonomi, sport och väder.
Kanalen distribueras i Sverige via Com Hem.